# Norwich, Connecticut
Norwich je grad u američkoj saveznoj državi Connecticut. Prema popisu stanovništva iz 2010. u njemu je živjelo 40.493 stanovnika.